# Agnes Bernauer torte
Agnes Bernauer torte (česky dort Anežky Bernauerové) je vícevrstvý kruhový dort o průměru 26 cm a hmotnosti 1900 g, vytvořený a do současnosti vyráběný bavorskou cukrárnou Krönner, která má své pobočky v obcích Garmisch-Partenkirchen, Murnau am Staffelsee, Straubing a Weilheim.
Dort byl vytvořen na počest Anežky Bernauerové, milenky a posléze patrně i manželky bavorského vévody Albrechta III. Zbožného z rodu Wittelsbachů. Anežka nebyla urozená a pocházela z chudých poměrů a tak nebyl jejich vztah schvalován, především Albrechtovým otcem, vévodou Arnoštem, který nakonec nechal ve městě Straubing roku 1435 pětadvacetiletou Anežku utopit v Dunaji jako čarodějnici.
Samotný dort se skládá ze sněhových pusinek vyrobených z vyšlehaných bílků, krystalového cukru, mletých lískových oříšků (18 %), škrobu a přírodního koření. Hotová směs se peče klasicky v pootevřené troubě při cca 120 až 150 °C. Místo části mletých lískových oříšků mohou být použity také mleté mandle.
Máslovo-kávový krém je další ingrediencí dortu. Vyšlehané máslo se smíchá s kávovým krémem. Ten je vyroben z vody, krystalového cukru, sušeného plnotučného mléka, pšeničného škrobu, sušené kávy v prášku (2 %), soli a vanilkového extraktu. 
Na upečenou sněhovou pusinku se nanese máslovo-kávový krém, na něj se položí další sněhová pusinka, opět se potře krémem atd. Obvyklý počet je šest vrstev sněhových pusinek. Dort se potře krémem také po obvodu a posype mletými nebo sekanými lískovými ořechy. Hotový dort se vychladí v lednici alespoň dvě hodiny. Poté je jeho vršek posypán směsí cukru (hroznového) a škrobu, což by mělo zajistit, že se cukr nebude rozpouštět. Poměr mezi množstvím použitého máslového krému a sněhových pusinek je 57:43. Dort vydrží v lednici až 5 dní.  